# Cobham Hall
Cobham Hall est un manoir historique dans le comté de Kent, en Angleterre. Le bâtiment classé grade I  est l'une des maisons les plus grandes et les plus importantes du Kent, reconstruite dans le style Tudor par William Brooke (10e baron Cobham) (1527-1597). Le bloc central est reconstruit en 1672-1682 par Charles Stewart (3e duc de Richmond) (1639-1672).
Aujourd'hui, le bâtiment abrite la Cobham Hall School, un pensionnat privé pour filles, créé en 1962, qui conserve 150 acres de l'ancien domaine .
La laiterie historique, conçue par l'architecte James Wyatt pour attirer le regard, est restaurée par le Landmark Trust  et a ouvert ses portes en tant que destination de vacances en 2019.

## Histoire

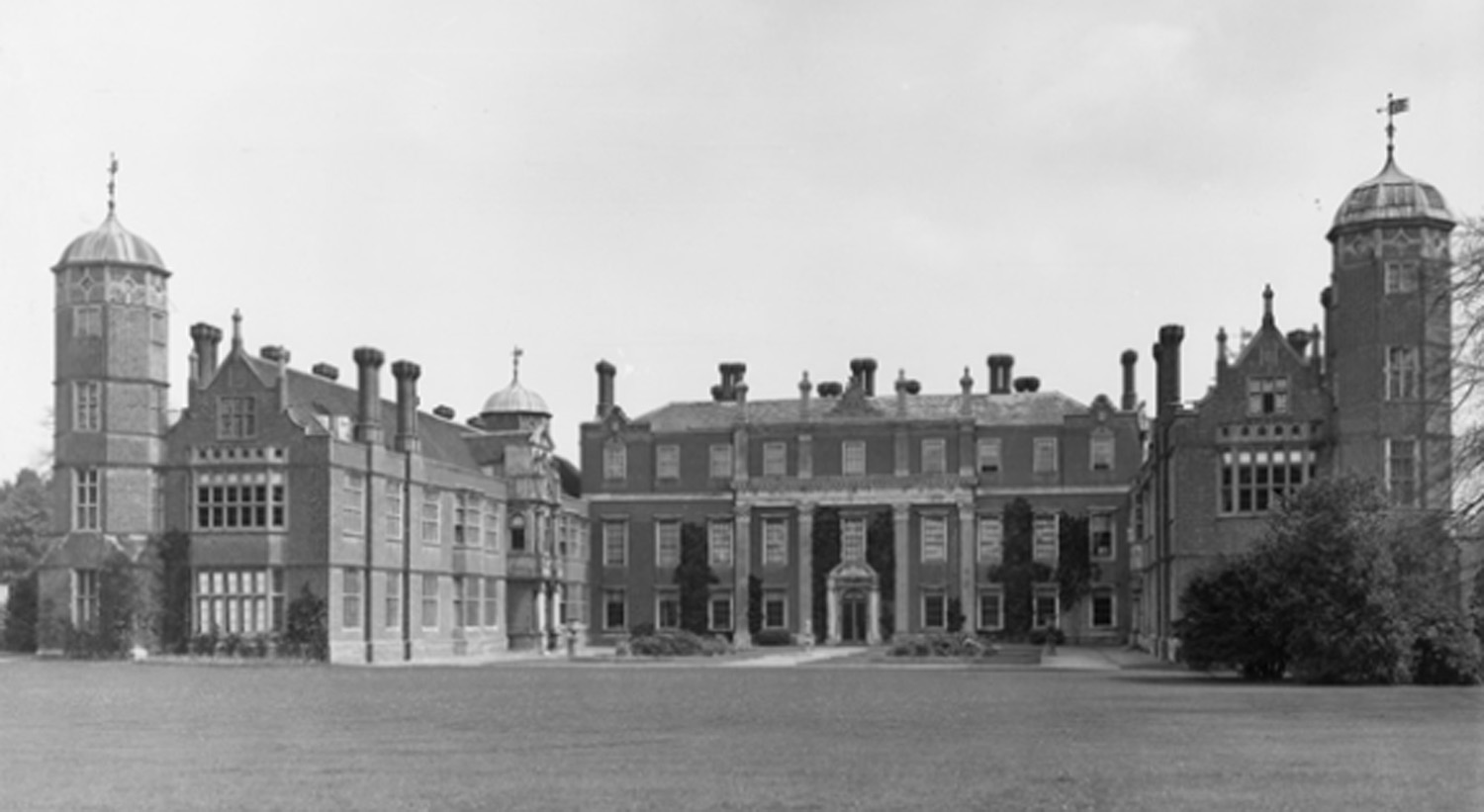
Cobham Hall en 1904

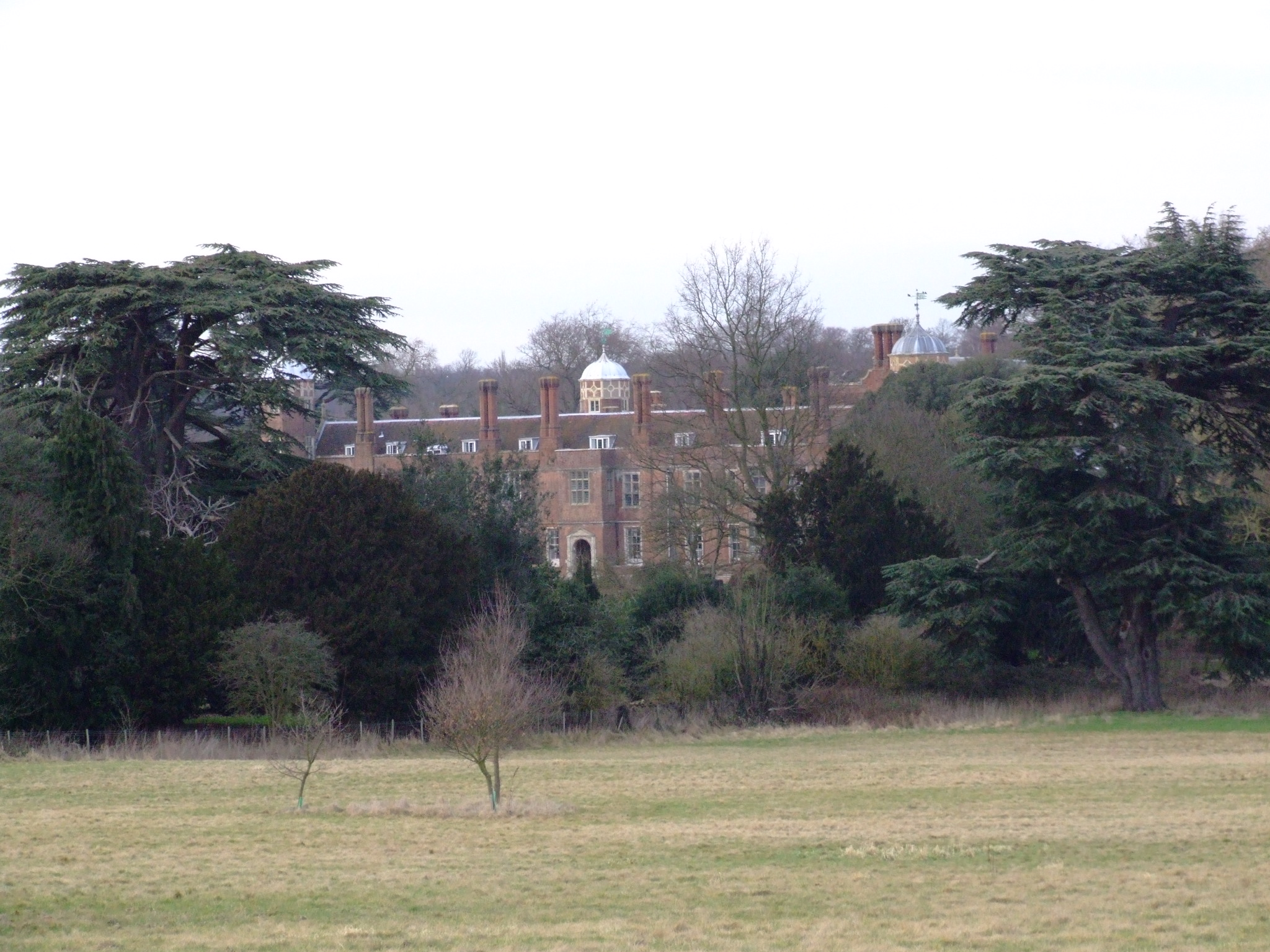
La façade du jardin en 2009

Il y a un manoir sur le site depuis le XIIe siècle. Le bâtiment actuel se compose d'une paire d'ailes Tudor construites pour William Brooke (10e baron Cobham) au XVIe siècle et d'un bloc central classique plus tardif, le «Cross Wing», remodelé en 1661-63 par Peter Mills de Londres pour Charles Stewart (3e duc de Richmond) . L'étage du grenier est agrandi et d'autres modifications sont apportées pour John Bligh (3e comte de Darnley) par William Chambers, vers 1767–70 . Une cour de cuisine est ajoutée à l'arrière en 1771–73. La caractéristique la plus notable de l'intérieur est le Gilt Hall à deux étages, conçu et installé par George Shakespear, maître charpentier et architecte de Londres, qui apporte d'importantes modifications à l'intérieur, de 1770 à 1781 . L'orgue est construit par John Snetzler en 1778-1797 .
Le quatrième comte, qui hérite en 1781, emploie James Wyatt pour les intérieurs, qui comprennent la galerie de peintures et la salle à manger, ainsi que pour les écuries et une laiterie gothique . La bibliothèque est aménagée par George Stanley Repton en 1817-1820  et avec son frère, John Adey Repton, dans le style Jacobéen, notamment le plafond de la « Chambre de la reine Elizabeth » (1817) . Leur père, Humphry Repton, est embauché pour concevoir un plan d'aménagement paysager du domaine et termine l'un de ses célèbres « Livres rouges » pour Cobham en 1790. Cobham Hall reste la maison familiale des comtes de Darnley jusqu'en 1957 et abrite maintenant l'école. Il est ouvert au public un nombre limité de jours chaque année .
Le bâtiment est utilisé comme lieu de tournage. Une scène dans Agent Cody Banks 2 dans laquelle Frankie Muniz combat Keith Allen dans une pièce pleine de trésors inestimables est tournée dans le Gilt Hall. Des scènes d'une adaptation de Bleak House sont également tournées à l'extérieur du bâtiment et sont également utilisées dans quelques scènes de l'émission de sketchs humoristiques Tittybangbang. Le hall est utilisé comme école "Abbey Mount" dans le film Wild Child de 2008 avec Emma Roberts et comme Foundling Hospital dans l'adaptation CBBC de Hetty Feather.